# Pigghaj
Pigghaj (Squalus acanthias) är en haj som tillhör familjen pigghajar. Den förekommer nära kuster i norra och södra Atlanten, Medelhavet, Svarta havet och södra Stilla havet och utmärks av att den framför båda ryggfenorna har en giftig tagg. 
I norra Stilla havet förekommer ett pigghajsbestånd som länge räknats som Squalus acanthias, men som sedan 2010 ofta behandlas som en egen art, Squalus suckleyi.
Pigghaj har på grund av överfiske minskat kraftigt under 1900-talet och 2000-talet och är globalt rödlistad som sårbar. I Medelhavet och nordvästra Atlanten är den starkt hotad, och i nordöstra Atlanten är den akut hotad.
Pigghaj kommer in från Nordatlanten till Västerhavet och den svenska västkusten i juni, oftast i stim. I sällsynta fall går den in i södra Östersjön.

## Utbredning
Pigghaj förekommer längs kuster och kring öar, från grunda vatten (cirka 10 till 30 meters djup) ned till 600 till 900 meters djup, men kan gå så djup som 1 460 meter. Den håller sig ofta nära botten och är vanligast på 50–300 meters djup (i svenska vatten är den vanligast på 20–70 meters djup).
Pigghaj finns i nordöstra Atlanten längs Europas atlantkust inklusive omkring Brittiska öarna, Färöarna och Island. Den finns även i Vita havet och vid Grönland samt i Medelhavet och Svarta havet. Den förekommer också utanför den nordafrikanska atlantkusten, från Marocko och Kanarieöarna till Västsahara, Mauretanien och Senegal. I nordvästra Atlanten finns den från Newfoundland och Labrador (Kanada) söderut till Florida (USA) och Kuba. I södra Atlanten finns den utanför södra Afrikas kust, från Namibia till Sydafrika, och längs Sydamerikas atlantkust från södra Brasilien och Uruguay till Argentina och Chile (Patagonien) och därifrån i södra Stilla havet upp längs Chiles stillahavskust. Pigghaj förekommer även utanför södra Australiens kust och omkring Nya Zeeland.
En del populationer är bofasta men andra vandrar i nordsydlig riktning eller mellan djupa och grunda vatten. Vandringarna kan vara relaterade till att den föredrar vattentemperaturer på 7-15°C och därför gör vinter- och sommarvandringar, eller fortplantningsområden. Pigghaj tolererar bräckt vatten och kan återfinnas i estuarier. Den överlever dock inte i sötvatten mer än i några få timmar.

### Populationer
Pigghaj, Squalus acanthias, delas in i sju populationer. Liten blandning mellan subpopulationerna förekommer.
Subpopulationerna är:
- Nordöstra Atlanten
- Nordvästra Atlanten
- Medelhavet
- Svarta havet
- Sydafrika
- Sydamerika
- Australasien

## Utseende och anatomi
Pigghaj är en liten till medelstor haj. Storleken varierar något mellan olika bestånd. I europeiska vatten kan den bli upp till 150 cm lång, men de flesta blir inte så stora. Honorna blir större än hanarna. Könsmognad för honorna infaller tidigast vid en längd på 66–75 cm och senast vid 100 cm. En fullvuxen stor hona kan mäta upp till 122–124 cm. Könsmognad för hanarna infaller tidigast vid en längd på 52–60 cm, ofta senast vid 70 cm. En fullvuxen stor hane kan mäta upp till 95–100 cm. Pigghajar i Stilla havet har rapporterats kunna bli större än de i Atlanten.
Pigghaj har en långsträckt, slank kropp och spetsig och smal nos. Färgen på ryggen och sidorna är grå, gråblå eller gråbrun med ljusa, vita, oregelbundet utströdda prickar eller fläckar. Ibland saknas prickar på sidorna. Buksidan är vit. Den har två ryggfenor som båda har en giftig tagg framför sig. Den främre ryggfenan är större än den bakre ryggfenan. Den främre ryggfenans tagg är kort, mycket kortare än fenan, medan den bakre ryggfenans tagg är längre, nästan lika lång som fenan. Taggarna är giftiga och den bakre taggen kan användas för försvar genom att pigghajen slänger med stjärten. Den främre ryggfenan är ansatt bakom bröstfenorna. Någon analfena finns inte. Bukfenorna är ansatta närmare den bakre ryggfenan än den främre. Båda stjärtfenans lober (halvor) är ganska korta och smala. Den övre loben är större än den undre loben. Vuxna pigghajar har jämngrå fenor. Unga pigghajar har mörkkantade fenor.
Pigghaj har 28 tandrader i överkäken och 22–24 tandrader i underkäken.

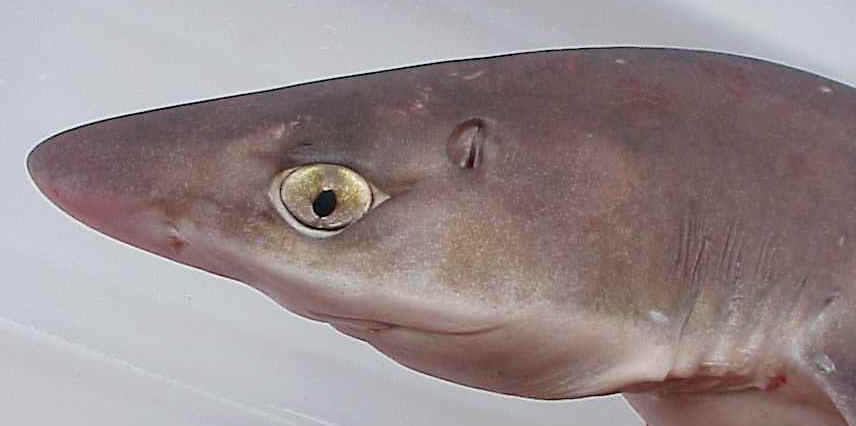
Huvud
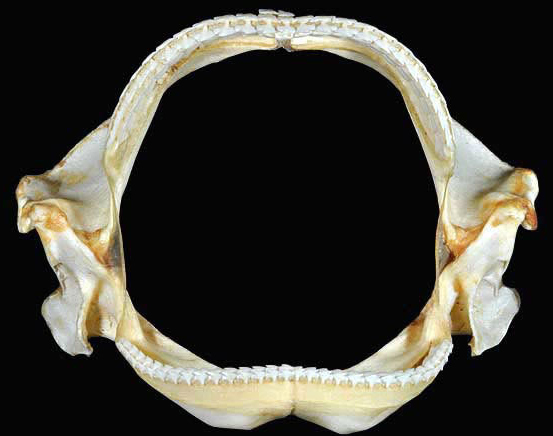
Käkar
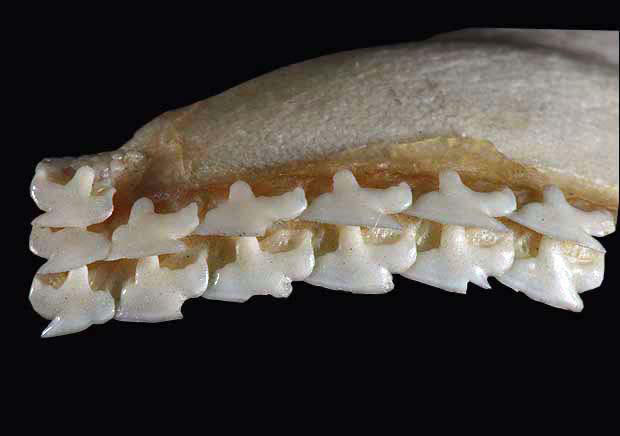
Överkäkens tänder
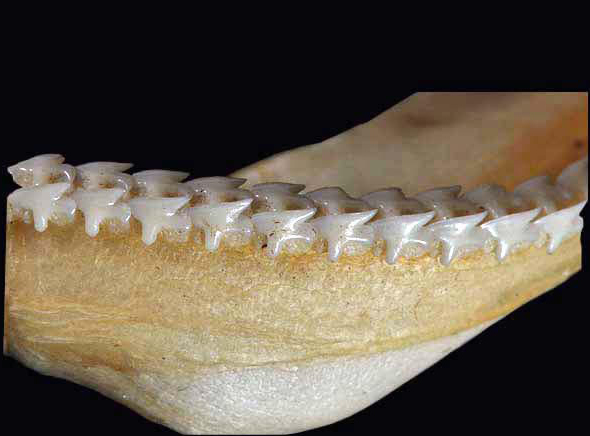
Underkäkens tänder
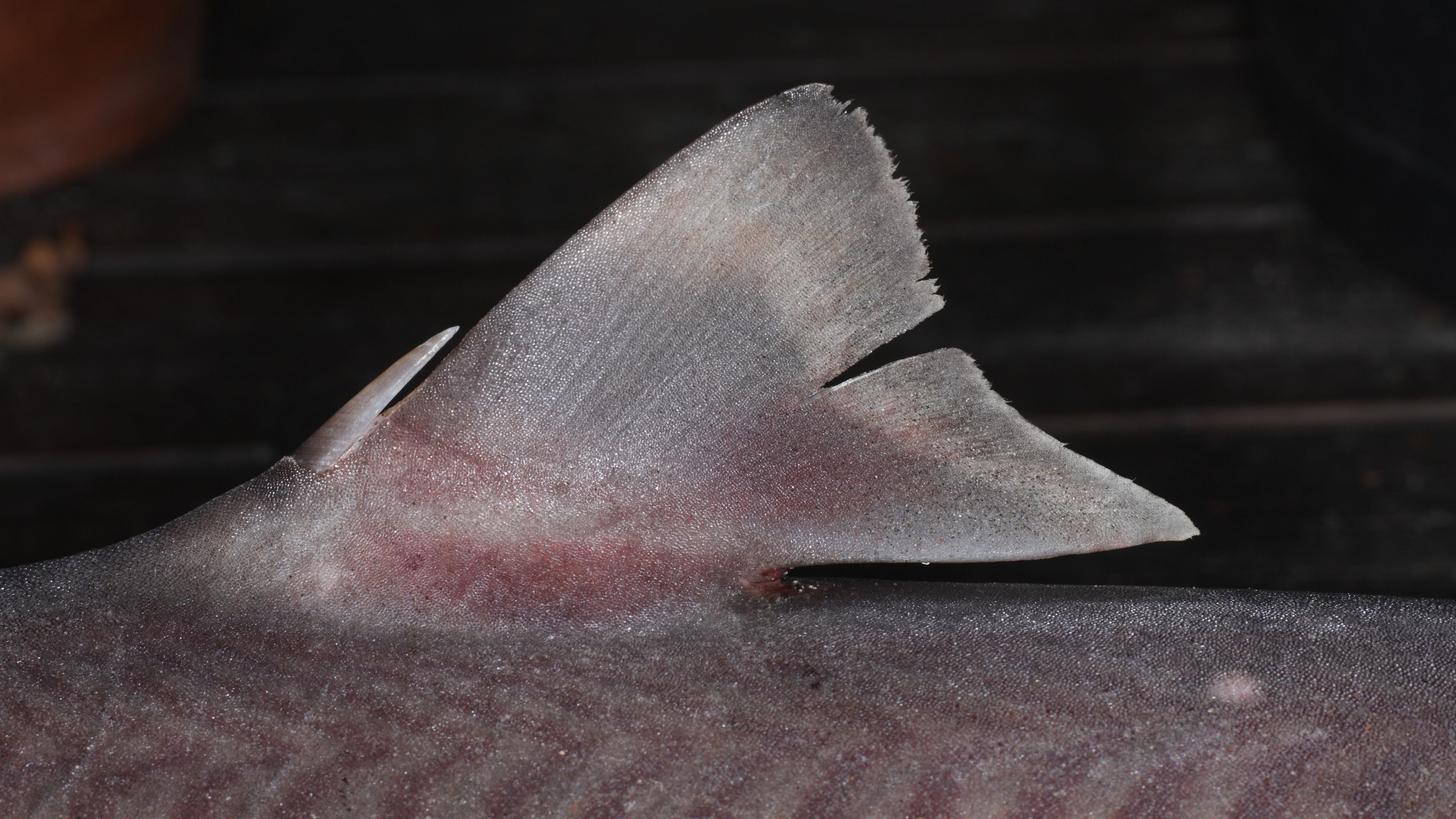
Främre ryggfena med tagg framför

## Ekologi
Pigghaj är ständigt i rörelse och är som många andra hajar en rovfisk. Den är opportunistisk vad gäller födan och jagar både i den fria vattenmassan och vid botten och livnär sig på ett varierat val av byten, från små fiskar, som sillfiskar (däribland sill), nors, olika torskfiskar och makrillfiskar samt olika bottenlevande fiskar, till ryggradslösa djur, som bläckfiskar, krabbor och räkor, samt till och med maneter, kammaneter och sjögurkor.
Unga pigghajar är små och har många fiender. Som vuxen har pigghajen färre fiender, men den kan tas av större rovfiskar, som andra och större hajarter. En del sälar och späckhuggare kan också ta pigghajar. Pigghajens giftiga taggar, speciellt den bakre taggen, kan såra angripare och möjligen avskräcka dem. Giftet är svagt och är för de flesta människor bara milt irriterande. Dock kan giftet hos en del personer orsaka en allergisk reaktion, vilket kräver sjukhusvård. Stick är dock ovanliga och inträffar mest i samband med ovarsam eller felaktig nära hantering, som vid fiske. Pigghajen är inte känd för att attackera människor i vattnet och betraktas inte som farlig för människan.
Olikt de flesta hajar kan pigghaj uppträda i stim som vanligen består av individer av samma kön och storlek. Men pigghajar kan också leva ensamma.

### Fortplantning

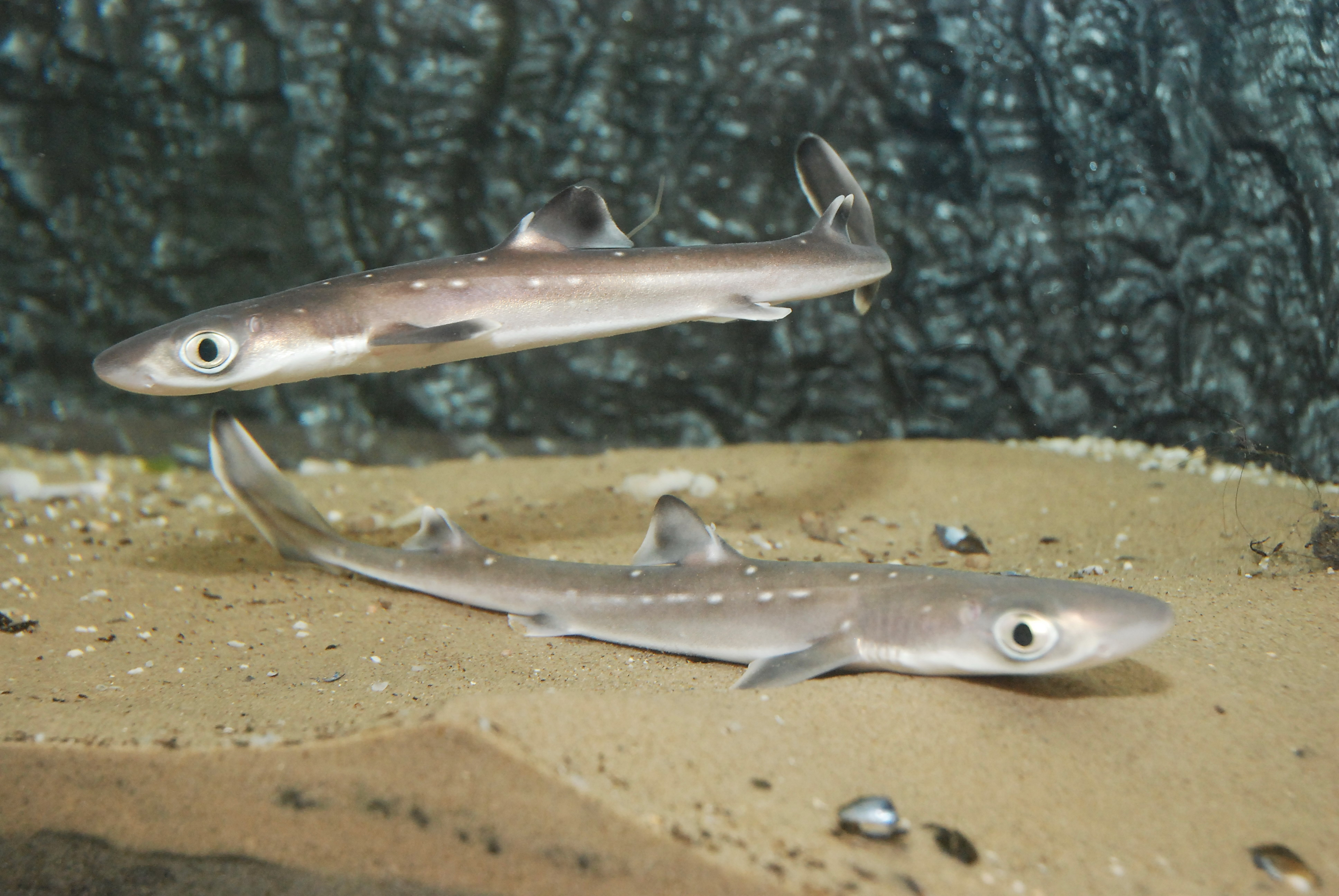
Unga pigghajar i ett akvarium.

Pigghaj har som andra hajar inre befruktning. Parning antas ske under vintern och befruktningen sker med hjälp av hanarnas könsrullar, som är ombildade bukfenor och motsvarar däggdjurens penis. Reproduktionen är långsam, eftersom pigghajar inte blir könsmogna förrän de uppnått tillräcklig storlek i 10–20 årsåldern och har lång dräktighet. Honan är normalt dräktig i 18–22 månader och föder levande ungar (vivipari). Embryot får enbart energi från gulesäcken (ovovivipari). Generationstiden beräknas till 25 år och livslängden till minst 25–30 år. Den kan bli 35–50 år i norra Atlanten. Den har uppskattats kunna bli upp mot 75–100 år.
Pigghaj i Svarta havet kan ha en så kort dräktighetstid som 12 månader.
Antalet ungar i en kull och ungarnas storlek beror på honans storlek. En stor hona får generellt fler och större ungar än en liten hona. En stor hona på minst en meter (100 cm) kan bära fyra gånger så många embryon som en liten hona på 70 cm. Ungarna är vid födseln 18–30 cm långa (kan vara upp till 33 cm). Antal ungar per kull kan vara 1–32. Upp mot 20 ungar är en stor kull. En mera vanlig kullstorlek är 4–8 ungar. Vilken tid på året ungarna föds varierar något mellan olika populationer. Vanligen föds ungarna under vintern (från november till februari eller mars, senvinter på norra halvklotet), vilket är fallet i nordöstra Atlanten, men i en del fall under våren eller sommaren. Pigghaj utanför Newfoundland föder ungar från januari till maj.
Ungarna är fullt utvecklade vid födseln och får som hos andra hajar klara sig själva. De är som de vuxna hajarna rovlevande, men tar mindre byten.

## Fiske
Pigghaj har länge fiskats för konsumtion som matfisk. Vissa populationer, särskilt i norra Atlanten, har under 1900-talet och 2000-talet varit utsatta för ett hårt fisketryck, som minskat bestånden kraftigt. Riktat fiske efter pigghaj kan ske genom bottentrålning, gälnät eller linfiske. Pigghaj kan också förekomma som bifångst vid fiske efter andra arter. Även sportfiske av pigghaj förekommer. Förutom som matfisk har pigghaj använts till hajleverolja och dess skinn har förr använts till sandpapper och läder. De delar av pigghaj som inte konsumeras av människor har använts till husdjursfoder eller gödningsmedel. Pigghaj som matfisk förekommer friterad, grillad, bakad, kokad, rökt eller torrsaltad. I fiskhandeln kan pigghaj finnas till försäljning flådd och med huvudet borttaget under namn som nordsjöål eller havsål. Riktig havsål är dock inte en haj utan en benfiskart. Den främsta marknaden för pigghaj som matfisk är Europa.
Pigghaj var länge en av världens vanligaste hajar. Den är globalt fortfarande bland de vanligare, men bestånden i norra Atlanten är starkt eller akut hotade. Mer storskaligt fiske av pigghaj började i norra Atlanten på 1930-talet när fiskeflottorna började moderniseras. Överfisket av pigghaj i norra Atlanten orsakades dels av att stora mängder fångades, med en topp på 1960-talet till 1970-talet, dels av att fisket riktades mot stim med stora individer, som ofta var honor, vilket i kombination med långsam reproduktion allvarligt försämrade beståndens reproduktionskapacitet. De skotsk-norska beståndens honor ansågs av vissa biologer vara överfiskade redan i slutet på 1960-talet. När bestånden i nordöstra Atlanten minskade ökade fisketrycket på bestånden i nordvästra Atlanten, då exportefterfrågan från Europa ökade. Enligt uppskattningar i början av 2000-talet har bestånden i nordöstra Atlanten minskat med över 90% på tre generationer (75 år). Internationella Havsforskningsrådet (ICES) föreslog nollkvot för fiske av pigghaj i nordöstra Atlanten 2006. EU beslutade 2010 om nollkvot för kommersiellt fiske av pigghaj, vilket gäller sedan 2011. I svenska vatten förbjöds både kommersiellt fiske och fritidsfiske av pigghaj den 1 april 2011. Sedan den 13 juni 2023 är fritidsfiske efter pigghaj i begränsad omfattning åter tillåtet i svenska vatten. Fångade hajar på över 1 meters längd skall dock snabbt släppas tillbaka i vattnet i oskadat skick, för att trygga återväxten.

## Namn
Pigghaj har sitt svenska trivialnamn efter de två gifttaggarna på ryggen.
I Halland och Bohuslän kallas denna art hå (ej att förväxla med håkäring, som är en annan hajart).